# Белов, Константин Алексеевич
Константин Алексеевич Белов (27 сентября 1905, Коссово Гродненской губернии — 8 июня 2001, Харьков) — советский химик-технолог. Доктор технических наук (1955), профессор. (1957).

## Биография
В 1930 году окончил Харьковский химико-технологический институт. Работал в Харьковском политехническом институте: с 1931 года — ассистент, с 1935 — доцент, в 1942—1986 годах — заведующий кафедрой химической технологии топлива.
Занимался разработкой новых технологических процессов термохимической переработки угля и нефти. Результаты исследований улавливание бензоловых углеводородов и очистки коксового газа под давлением были положены в основу проектирования первого в СССР коксохимического завода в Авдеевке.

## Научные труды
- «Улавливание химических продуктов коксования». Москва, 1948;
- «Переработка химических продуктов коксования». Москва, 1949;
- «Интенсификация работы бензольных отделений на коксохимических заводах». X., 1959 (в соавторстве).